# 洛朗·恩孔达
洛朗·恩孔達（别名或，1967年2月2日—），圖西族人，前剛果民主共和國武装部队的將軍，曾是活跃於北基伍省的反政府武裝領袖，他领导的反政府武裝同情剛果的圖西族人以及鄰國以圖西族為主體的盧安達政府。
恩孔達能講英語、法語、斯瓦希里語和盧旺達語。

## 早年
他投身軍事活動前，曾在基桑加尼大學修讀心理學，後來在北基伍省當高中教師。

## 投身軍事
恩孔達於1994年加入「卢旺达爱国阵线」。後者推翻盧旺達的胡圖族政府後，恩孔達返回剛果加入獲盧旺達新政府和烏干達支持的「剛果解放民主力量同盟」（AFDL）反政府武裝。
第二次刚果战争於1998年爆發，恩孔達加入反對卡比拉政府的「剛果民主聯盟」（RCD），在剛果民主聯盟分裂後，恩孔達歸屬於獲盧旺達支持的「剛果民主聯盟－戈馬派」。
「人權觀察」指恩孔達需要對2002年在基桑加尼的一次屠殺事件負責。
第二次剛果戰爭於2003年結束後，剛果民盟－戈馬派的部隊獲收編入剛果政府軍。恩孔達在2004年獲晉升為將軍，但他拒絕離開北基伍省，並率領數百名部下叛離剛果政府軍，退入森林對抗剛果政府。
2006年恩孔達宣佈成立「全国保卫人民大会」。2007年初，恩孔達同意再次歸順剛果政府。恩孔達原控制剛果軍隊第81旅和第83旅，加上歸入他指揮的非叛軍部隊及新招收的兵員，他的軍隊總數達8,000人以上。2007年中，剛果軍方要求恩孔達部隊接受進一步改編，雙方關係惡化。最終恩孔達與剛果政府再次決裂。
在2008年11月10日在接受英國廣播公司採訪時，恩孔達揚言如果約瑟夫·卡比拉總統拒絕直接談判，就要推翻剛果民主共和國政府。
2009年1月，全國保衛人民大會分裂。2009年1月22日，刚果民主共和国和卢旺达两国的军队在北基伍省发动联合军事行动，恩孔达逃入盧旺達後被抓获。
恩孔達在2010年入稟盧旺達最高法院，尋求解除盧旺達當局對他的軟禁，但法院拒絕受理。

## 外部連結
- （英文）由恩孔達控制的區域地圖 （页面存档备份，存于）
- （英文）BBC新聞網站中關於恩孔達的個人檔案 （页面存档备份，存于）
- （英文）2004年對於恩孔達的訪問 （页面存档备份，存于）